# Curtonotum simplex
Curtonotum simplex är en tvåvingeart som beskrevs av Ignaz Rudolph Schiner 1868. Curtonotum simplex ingår i släktet Curtonotum och familjen Curtonotidae. Inga underarter finns listade i Catalogue of Life.